# U Aquarii
Désignations
U Aquarii (U Aqr) est une étoile de la constellation du Verseau. Il s'agit d'une étoile variable de type R Coronae Borealis dont la magnitude apparente varie entre 10,6 et 15,9.
En 1999, il a été proposé que U Aqr soit un objet de Thorne-Zytkow, plutôt qu'une simple variable de type R Coronae Borealis.